# Cellana denticulata
Cellana denticulata is een slakkensoort uit de familie van de Nacellidae. De wetenschappelijke naam van de soort is voor het eerst geldig gepubliceerd in 1784 door Martyn.